# Benedetto Diana
Benedetto Diana, eigentlich  Benedetto Rusconi, (* um 1460 in Venedig; † 9. Februar 1525 ebenda) war ein venezianischer Maler.

## Leben
Der Sohn des Goldschlägers Appolonio Rusconi wurde erstmals 1482 urkundlich erwähnt, als er Mitglied der Scuola Grande di Santa Maria della Carità wurde. Noch in jugendlichen Jahren wurde er 1486 erstmals Vater, wie aus dem im Januar 1486 vor der Geburt seines Sohnes gemachten Testaments seiner Frau, Frusina Bozza, hervorgeht. Aus dem Testament geht auch sein bürgerlicher Name Benedetto Rusconi hervor. Warum er zu einem unbekannten Zeitpunkt seinen Nachnamen in Diana änderte ist nicht bekannt.
Sein erstes ihm zugeschriebenes und erhaltenes Werk, ein für die Zecca in Venedig gefertigtes Votivbild, entstand ebenfalls um das Jahr 1486. Nach Detlev von Hadeln kann er aufgrund des Stils des Bildes dem Kreis um Gentile Bellini zugeordnet werden. Nach anderen Autoren war ein Schüler des wesentlich älteren Lazzaro Bastiani oder sie ordnen ihn den Kreisen um Vittore Carpaccio und Giambellino zu. 1512 bedeckte er als Gastaldo das höchste Amt der Malerschule.
Unter den zweitrangigen venezianischen Malern zeichnet sich Diana Benedetti durch die Feinheit der Farben, die langen Proportionen der Figuren und das Relief der Gewänder aus.
Als sein Hauptwerk wird die Thronende Madonna mit vier Heiligen angesehen. Diana schuf eine Vielzahl an Madonnenbildern. Er gehört zu den Künstlern, welche ein Cartellino in mindestens einem ihrer Werke verwenden.

## Werke

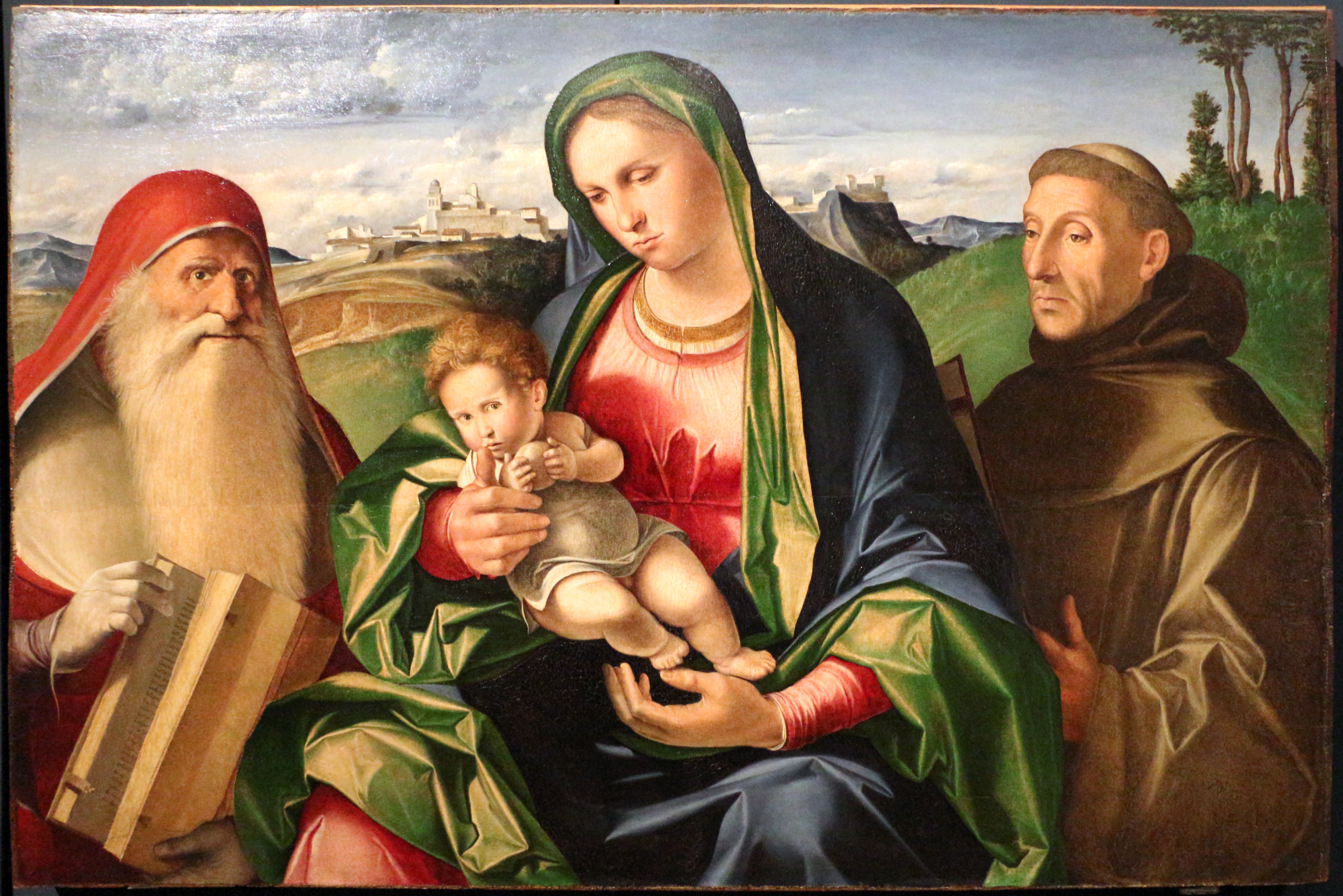
Madonna mit Kind zwischen den Heiligen Hieronymus und Franziskus, 1486, Venedig, Gallerie dell'Accademia
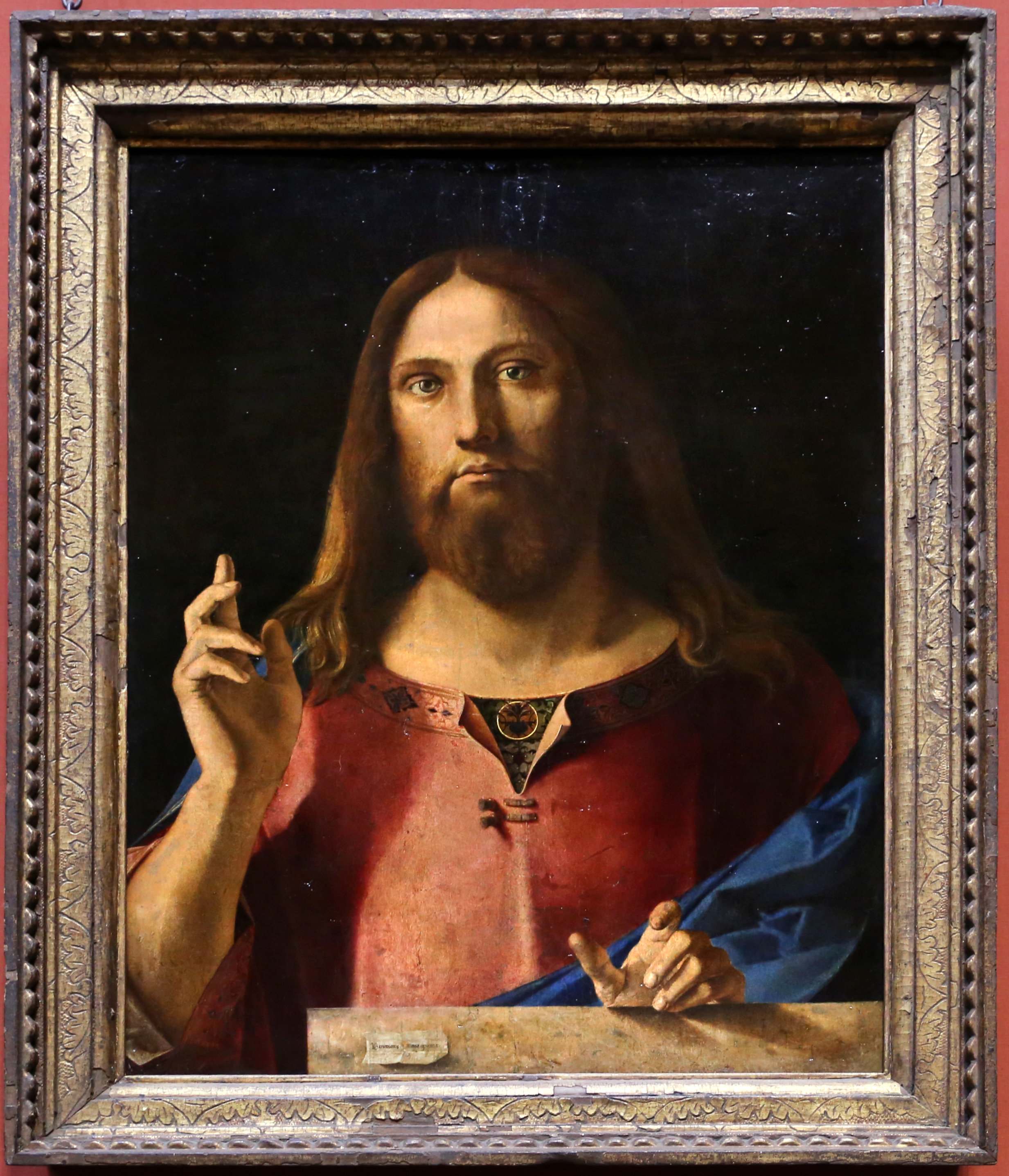
Christus, zwischen 1510 und 1520
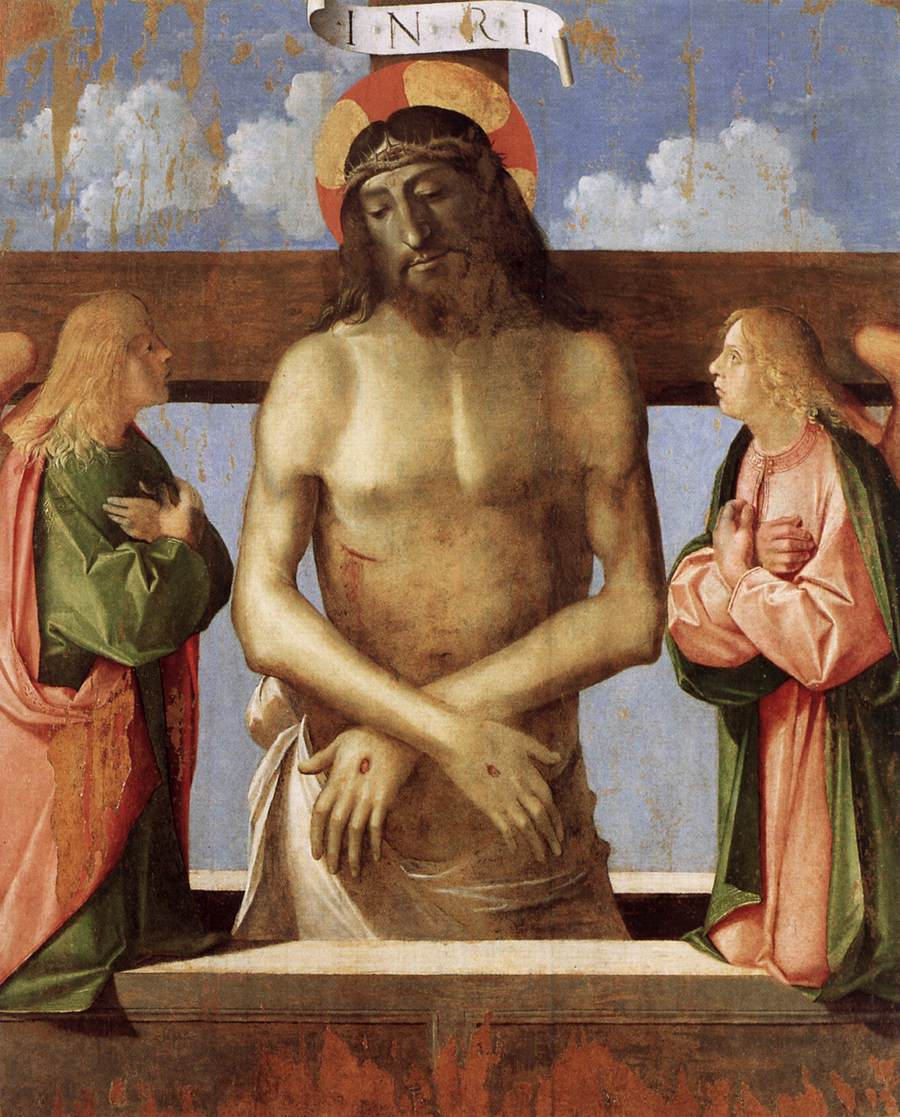
Pietà, Venedig, Museo Correr
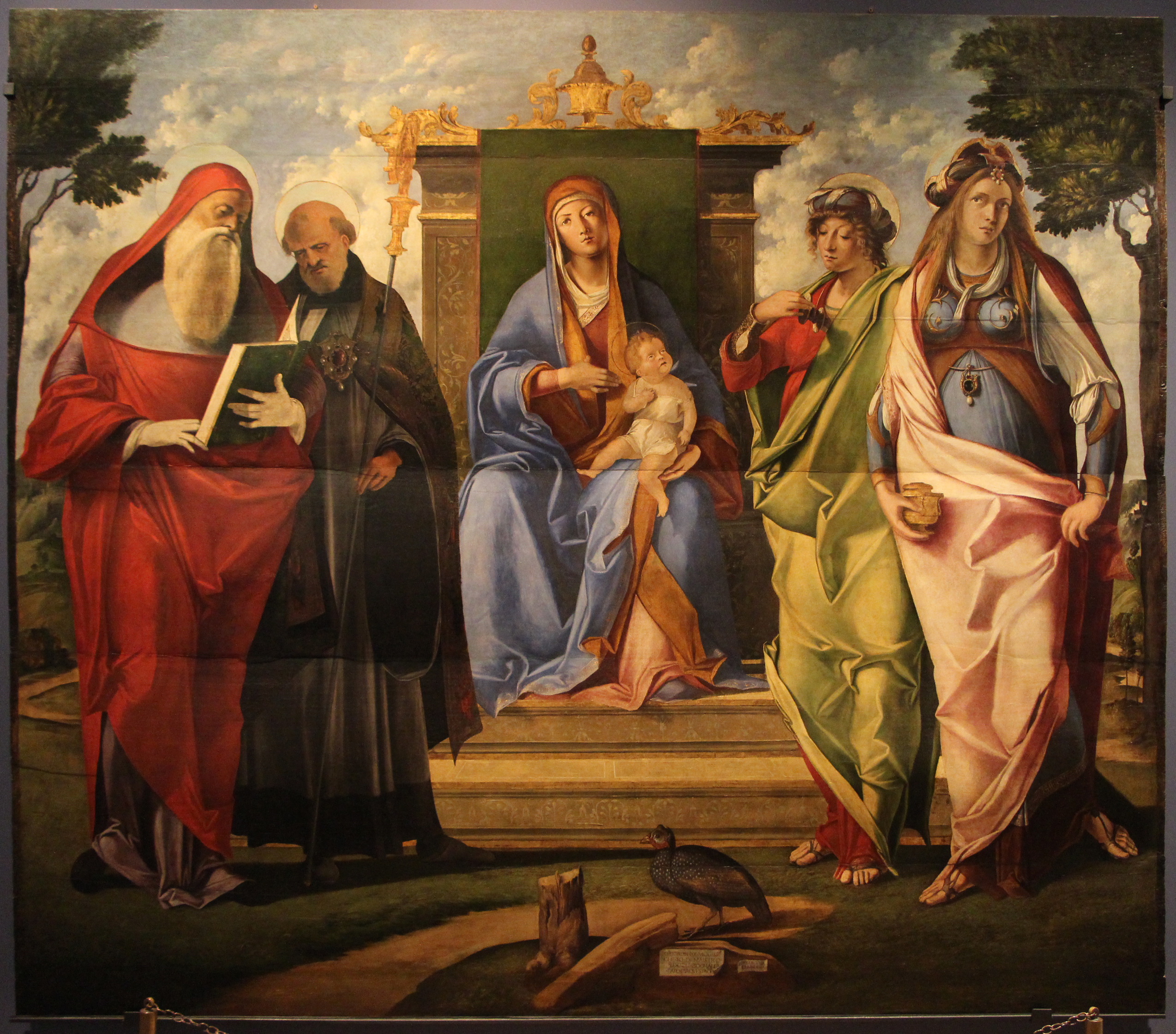
Thronende Madonna mit vier Heiligen, um 1515, Venedig, Gallerie dell'Accademia